# هولمز وواطسون
هولمز وواطسون (بالإنجليزية: Holmes & Watson)‏ فيلم أكشن كوميدي،غموض أمريكي من إخراج إيتان كوهين ومن بطولة ويل فيرل،جون ك. رايلي،ريبيكا هول،رالف فاينس،روب بريدون،كيلي ماكدونالد،لورين لابكس وهيو لوري.من المقرر عرض الفيلم يوم 25 ديسمبر 2018 من قبل شركة كولومبيا بيكتشرز. وحائز على جائزة اسوء فيلم لسنه 2018 رغم ان شخصياته كانت جميله ولكن لم ينجح.

## طاقم العمل
- ويل فيرل في دور شرلوك هولمز
- جون ك. رايلي في دور دكتور واطسون
- ريبيكا هول في دور دكتور جريس هارت
- رالف فاينس في دور جيمس موريارتي
- روب بريدون في دور المفتش لاستريد
- كيلي ماكدونالد في دور السيدة هادسون
- لورين لابكس في دور ميلي
- هيو لوري في دور مايكروفت هولمز
- بام فيريس في دور فيكتوريا ملكة المملكة المتحدة

## عرض الفيلم
كان من المقرر عرض الفيلم يوم 3 أغسطس 2018. لكن في أغسطس 2017 تقرر تأجيل الفيلم من يوم 3 أغسطس 2018 إلى 9 نوفمبر 2018  وتم تأجيل مرة أخرى ليوم 21 ديسمبر 2018. في أكتوبر 2018 تقرر عرض الفيلم في يوم 25 ديسمبر 2018 (يوم الكريسمس).

### التسويق
تم عرض أول تريلر للفيلم يوم 28 سبتمبر 2018.

## روابط خارجية
- هولمز وواطسون على موقع IMDb (الإنجليزية)
- هولمز وواطسون على موقع ميتاكريتيك (الإنجليزية)
- هولمز وواطسون على موقع روتن توميتوز (الإنجليزية)
- هولمز وواطسون على موقع نتفليكس (الإنجليزية)
- هولمز وواطسون على موقع ألو سيني (الفرنسية)
- هولمز وواطسون على موقع Turner Classic Movies (الإنجليزية)
- هولمز وواطسون على موقع أول موفي (الإنجليزية)
- هولمز وواطسون على موقع بوكس أوفيس موجو (الإنجليزية)
- هولمز وواطسون على موقع فيلمافينيتي (الإسبانية)
- هولمز وواطسون على موقع قاعدة بيانات الفيلم (الإنجليزية)